# Noordradiaal
De Noordradiaal is een HOV-busbaan in Utrecht, die loopt van Station Utrecht Centraal via de wijk Leidsche Rijn naar station Vleuten. Aan deze radiaal zitten onder meer drie stations en drie grote winkelcentra (waaronder Hoog Catharijne). De busbaan is een volledig vrije baan en wordt in zijn geheel gereden door U-link 28, hoewel delen ook door andere bussen gebruikt worden. Alleen het korte stuk tussen de Leidseveertunnel en de Vleutenseweg en de laatste paar honderd meter bij station Vleuten zijn geen vrije busbaan. De Noordradiaal maakt deel uit van het Utrechts HOV-netwerk. De ingebruikname van de deeltracé's van de radiaal hing samen met de planvorming en de voortgang van bouw van de Vinex-locatie Leidsche Rijn en ook met de aanpassing van de ontsluitingswegen naar Leidsche Rijn in de oudere wijken van Utrecht. Het eerste gedeelte is begin 2001 opgeleverd en het laatste gedeelte in 2019. Vanaf 2005 is lijn 28 over de Noordradiaal gaan rijden (als toekomstige hoofdbuslijn voor deze verbinding), waarbij tot december 2018 deels gebruik gemaakt werd van tijdelijke routes. In 2009 was het grootste deel van de Noordradiaal in gebruik genomen, alleen in (het toen nog te bouwen) Leidsche Rijn Centrum en in het  stationsgebied (waar al oudere busbanen waren) moesten daarna nog HOV-banen worden aangelegd.

## Traject
De gemeente Utrecht deelt de route van de Noordradiaal op in een aantal deeltrajecten.

##### Stationsgebied
Vanaf het nieuwe busstation Utrecht Centraal Centrumzijde (ingebruikname 9 december 2018) maakt de Noordradiaal eerst gebruik van de HOV-banen van het stationsgebied waaronder een gecombineerde tram-busbaan: het busstation bevindt zich onder de stationshal en de tram/busbaan gaat onder het verhoogde stationsplein en onder het Noordgebouw door langs het spoor. De tram/busbaan passeert een druk fietspad en een restant van de Leidse Rijn via een viaduct en daarna loopt de route onder het spoor door via de Leidseveertunnel die na een herinrichting op 14 december 2015 heropend werd. De bus kruist daarna het Westplein. Tussen de uitrit van de Leidseveertunnel en de Vleutenseweg (richting Vleuten) is geen busbaan. In de omgekeerde richting, van Leidsche Rijn naar Utrecht Centraal, heeft de bus op het Westplein wel een eigen busstrook en bushalte (Moskeeplein). Die busstrook en bushalte waren al rond 1970 in gebruik genomen bij de aanleg van het Westplein, dus jaren voor de aanleg van de Noordradiaal.

##### Traject Vleutenseweg
De busbaan is gelegen in het midden van de Vleutenseweg, de haltes staan tussen de rijstroken in (de ingebruikname was in het eerste kwartaal van 2001). Dit was het eerste deeltracé van de Noordradiaal, het werd in ongeveer dezelfde periode opgeleverd als de Binnenstadsas, een andere HOV-baan in Utrecht.

##### Majellaknoop
Ook bij de Majellaknoop en in de richting van de Hogeweidebrug heeft de bus sinds 16 juli 2009 de beschikking over een eigen vrije busbaan, op dit gedeelte loopt de busbaan parallel naast de Vleutenseweg. De lijn gaat verder tot het Amsterdam-Rijnkanaal.

##### Combibrug
De lijn passeert vervolgens het Amsterdam-Rijnkanaal over de Hogeweidebrug, een zogenaamde combibrug met twee rijstroken voor bussen en twee voor overig verkeer. De brug die een vervanging was voor de Vleutensebrug is sinds 3 juni 2008 geopend, maar alleen de rijstroken voor de auto waren toen definitief opengesteld. Nadat de verbouwing van het aansluitende Majellaplein gereed was, kon ook de busbaan op de brug definitief in gebruik worden genomen, in juli 2009 waren beide stroken gebruiksklaar en waren de versperringen voor de busbaan (beide richtingen) verwijderd en was de noordelijke busstrook in gebruik. Beide busstroken zijn in juli (of in augustus) 2009 in gebruik genomen.

##### Traject station Leidsche Rijn

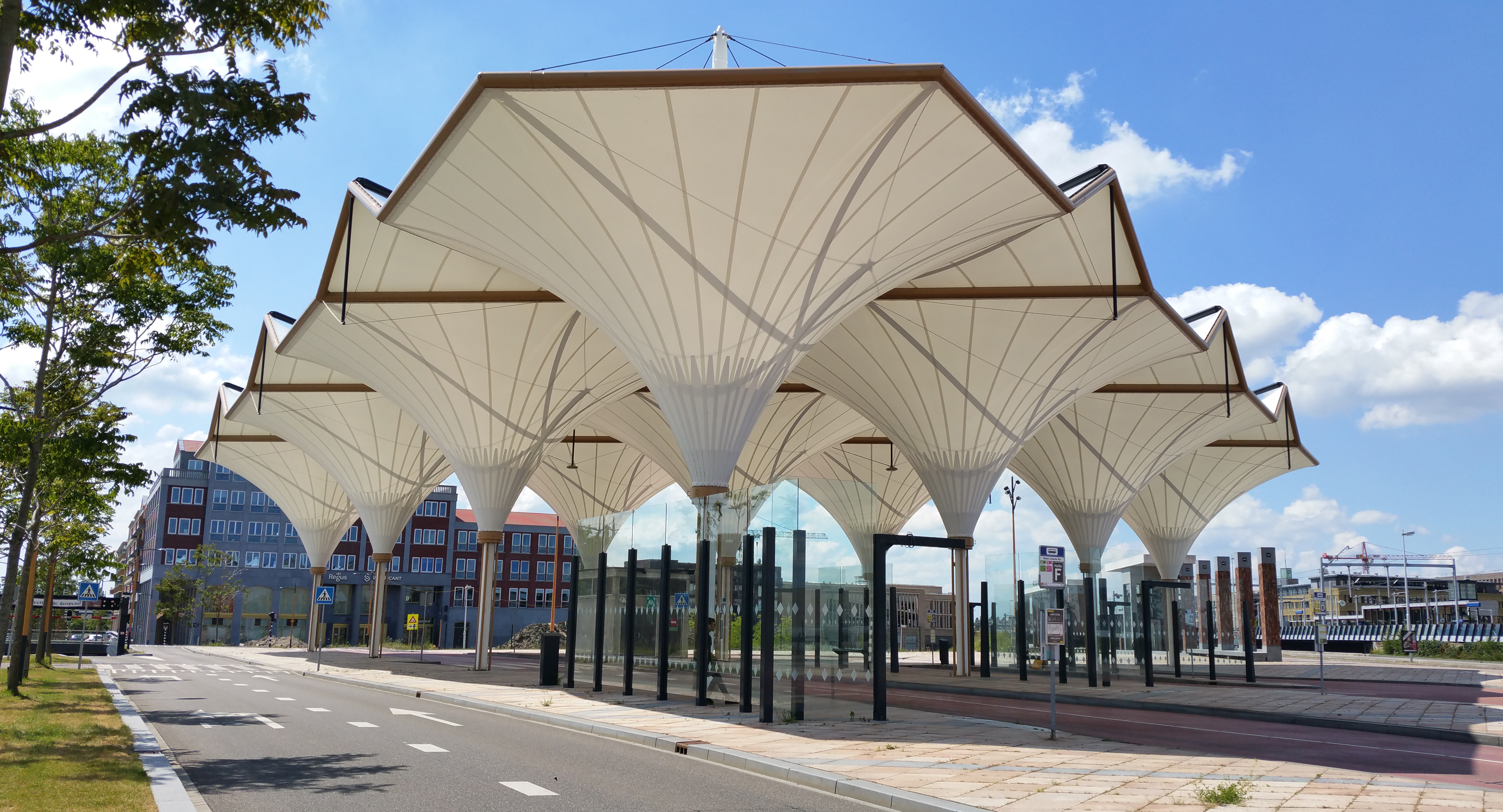
Busstation Leidsche Rijn Centrum

De busbaan loopt parallel aan de Vleutensebaan waarvan de definitieve inrichting voor de bussen gereed was op 28 november 2016 (de Wolfgang Pauliweg wordt daarbij bovenlangs gekruist). De baan loopt naar het busstation "Station Utrecht Leidsche Rijn" vlak bij het betreffende treinstation en het winkelcentrum van Leidsche Rijn dat deel uitmaakt van de buurt Leidsche Rijn Centrum.  Het busstation ligt boven het begin van de Leidsche Rijntunnel waar de A2 doorheen gaat. Het busstation heeft verder een opvallende overkapping en is op 31 maart 2018 officieel in gebruik genomen. Het biedt overstapmogelijkheden op bussen naar onder meer Maarssen(broek), Papendorp en Nieuwegein. Daarna loopt de busbaan over de Centrumboulevard, langs de zijkant van het winkelcentrum. Op 28 november 2016 was busbaan tussen de Vleutensebaan en Parkwijk in ruwbouw in gebruik genomen. Begin april en eind april 2019 is de busbaan bij de Centrumboulevard opnieuw geasfalteerd. Medio mei 2019, of eerder, was de Centrumboulevard als HOV-baan in gebruik. Hiermee was het laatste stuk HOV-baan in het centrumgebied van Leidsche Rijn voltooid en daarmee tevens de gehele Noordradiaal. Want de tijdelijke busbaan tussen de Centrumboulevard en Parkwijk was tussen maart 2018 en juli 2018 al omgebouwd tot een definitieve busbaan.

##### Traject Parkwijk
Vanaf de Korianderstraat gaat de lijn via een vrije busbaan door Parkwijk verder richting de Langerakbaan. Ter hoogte van de Langerakbaan sluit de busbaan aan op de vrije busbaan De Woerd. Op 12 september 2005 is de busbaan volledig opgeleverd en in gebruik genomen. In de voorafgaande ruwbouw-fase werd dit stuk HOV-baan gebruikt door lijn 27 als onderdeel van een andere route.

##### Traject De Woerd
Vanaf de Langerakbaan loopt de lijn ten oosten van De Woerd parallel aan de Oudenrijnseweg verder richting de Leidse Rijn. Over de Leidse Rijn loopt de lijn over een nieuwe brug (2008) ten westen van de oudere Langerakbrug die reeds vanaf begin 2000 in gebruik is en die sinds 2009 enkel nog door auto's wordt gebruikt. Na de brug buigt de busbaan (ten opzichte van de Oudenrijnseweg) naar het westen af. Tussen begin 2009 en mei 2009 is dit traject in de definitieve vorm gereed gekomen.

##### Haltegebied Oudenrijn
Na de brug komt de lijn in Oudenrijn samen met de Zuidradiaal en loopt gezamenlijk naar het station Vleuten . De busbanen door dit gebied zijn tussen begin 2009 en mei 2009 in gebruik genomen. De halte De Meern Oost is tussen mei 2009 en oktober 2009 in gebruik genomen (in augustus, of eerder, waren de HOV-abri's gereed). Op 13 december 2009 werd het busknooppunt, inclusief chauffeursverblijf, volledig in gebruik genomen en werd het een officieel begin- en eindpunt van een aantal buslijnen die gebruik gingen maken van de keerlus.

##### Traject Rijksstraatweg
De lijn loopt verder over de Rijksstraatweg. De straat is in 2008 omgebouwd tot, en ingericht als, busbaan maar werd tot in 2010 ook gebruikt door het overige wegverkeer.

##### Traject Veldhuizen
De lijn loopt verder door Veldhuizen. In april 2005 was de busbaan nog niet in gebruik, maar vanaf juni of eerder dat jaar was de busbaan opengesteld en werd in augustus, of eerder, al door bussen naar en van Harmelen gebruikt. Op 12 september 2005 is dit stuk officieel in gebruik genomen voor de bussen naar Harmelen. Vanaf 14 december 2008 slaan de bussen naar Harmelen meteen na de Halte Veldhuizen van de busbaan af om via de Heldammersingel naar Harmelen te rijden (en v.v.). Voor deze afslag is toen een zeer kort stuk busbaan aangelegd. Lijn 28 kon vanaf 2005 nog niet definitief gebruik maken van de busbaan in Veldhuizen omdat de bussen toen nog via de naastgelegen Heldammersingel en de Veldhuizerbrug naar Vleuterweide geleid moesten worden. Maar met het gereedkomen van het HOV-traject Vleuterweide (zie volgende paragraaf) kon ook lijn 28 vanaf 14 december 2008 gaan rijden over de busbaan in Veldhuizen, en volgt dit traject volledig.

##### Traject Vleuterweide
Na een brug over de Leidse Rijn loopt de lijn verder door het centrum van Vleuterweide en zo naar station Vleuten. Dit deel was 14 december 2008 gebruiksklaar als HOV-baan. Bij de bushalte Vleuterweide Centrum zit een winkelcentrum. Vanwege klachten van onder meer omwonenden is na onderzoek de busbaan in 2019 op enkele plaatsen aangepast om de verkeersveiligheid te verhogen. De busbaan is bij station Vleuten in 2016 al vanwege de verkeersveiligheid omgebouwd tot een gewone weg, het busstation van het (trein)station Vleuten is verder niet toegankelijk voor auto's.

## Trivia
Op de Vleutenseweg en in Leidsche Rijn Centrum is de busbaan rood. Op de rest van de deeltrajecten is de busbaan (asfalt-)zwart of (beton-)grijs.

## Voetnoten
1. ↑  Column Homepage Frans Mensonides en De digitale reiziger http://www.fransmensonides.nl/homepage/col/dw0127.htm
2. ↑  RTV Utrecht, Majellaknoop eerder weer in gebruik https://www.rtvutrecht.nl/nieuws/213445
3. ↑  https://archive.today/20120530190310/http://www.utrecht.nl/smartsite.dws?id=118045
4. ↑  Leidsche Rijn Nieuws, Busbaan tussen Parkwijk en Madridstraat https://web.archive.org/web/20191218165125/https://leidsche-rijn.nieuws.nl/2018/03/29/busbaan-parkwijk-en-madridstraat/
5. ↑  https://archive.today/20120530190312/http://www.utrecht.nl/smartsite.dws?id=118051
6. 1 2  https://web.archive.org/web/20191218185307/https://wiki.ovinnederland.nl/wiki/Wijzigingen_concessie_Stadsvervoer_Utrecht_2009
7. ↑  AllesoverUtrecht.nl, Noodmaatregelen voor buslijnen Leidsche Rijn , 15 december 2008
8. ↑  https://www.cobouw.nl/bouwbreed/nieuws/2003/07/utrecht-past-zwart-asfalt-toe-in-busbaan-101235890